# Saint-Gildas-des-Bois
 Saint-Gildas-des-Bois  es una población y comuna francesa, situada en la región de Países del Loira, departamento de Loira Atlántico, en el distrito de Saint-Nazaire y cantón de Saint-Gildas-des-Bois.

## Demografía[4][1]
| 1 258 | 859 | 1 239 | 1 233 | 1 604 | abs. | 1 572 | 1 714 | 1 660 | 1 888 | 2 132 | 2 311 | 2 461 | 2 502 | 2 583 | 2 596 | 2 677 | 2 731 | 2 567 | 2 546 | 2 339 | 2 243 | 2 104 | 2 112 | 2 385 | 2 551 | 2 659 | 2 510 | 2 521 | 2 997 | 3 126 | 3 059 | 3 204 | 3 451 |
| Para los censos de 1962 a 1999 la población legal corresponde a la población sin duplicidades (Fuente: INSEE [Consultar]) |     |       |       |       |      |       |       |       |       |       |       |       |       |       |       |       |       |       |       |       |       |       |       |       |       |       |       |       |       |       |       |       |       |